# Dorippe glabra
Dorippe glabra is een krabbensoort uit de familie van de Dorippidae. De wetenschappelijke naam van de soort is voor het eerst geldig gepubliceerd in 1993 door Manning.